# سعد بن علي المهندي
سعد بن علي هلال البنعلي المهندي سياسي ودبلوماسي قطري، ولد في الدوحة عام 1958م التحق بالعمل في وزارة الخارجية القطرية عام 1984م بعد أن أنهى دراسته الجامعية من الولايات المتحدة الامريكية، تدرج في السلم الوظيفي للوزارة وشغل عدة مناصب، حيث أصبح سفيراً لدولة قطر لدى عدد من الدول مثل ليبيا ولبنان والبرتغال.

## المؤهلات العلمية
بكالوريوس علوم سياسية - الولايات المتحدة الأمريكية عام 1983م.

## الخبرات العملية
- عمل بسفارة دولة قطر في تونس في الفترة 1986-1991م.
- عمل بسفارة دولة قطر في القاهرة للفترة 1991-1997م.
- مستشار في إدارة الشؤون العربية للفترة 1997-1998م.
- مساعد مدير إدارة الشؤون العربية للفترة 1998-1999م.
- سفير دولة قطر لدى جمهورية ليبيا في الفترة 1999-2008، وسفير غير مقيم لدولة قطر لدى جمهورية تشاد.
- سفير دولة قطر لدى الجمهورية اللبنانية في الفترة 2008-2013م.[2]
- مدير إدارة الشؤون العربية للفترة 2013-2018م.
- سفير دولة قطر لدى البرتغال عام 2018م وحتى اللحظة.

## الأنشطة والجوائز
- حاصل على وسام الأرز من الجمهورية اللبنانية.
- شارك في عدد من دورات مجلس الجامعة العربية على المستوى الوزاري، وإجتماعات كبار المسؤولين في أطار جامعة الدول العربية.[3]
- عضو الوفد الرسمي لدولة قطر في عدد من القمم العربية.
- ترأس وفد دولة قطر في عدد من اجتماعات اللجان المشتركة مع الدول العربية على مستوى كبار المسؤولين.[4][تحقق من المصدر]